# Джорджо, Гвидо Де
Гвидо Лупо Мария Де Джорджо (в источниках на русском языке зачастую Джорджио, итал. Guido Lupo Maria De Giorgio; 3 октября 1890, Сан-Лупо — 27 декабря 1957, Мондови) — итальянский философ, традиционалист.

## Биография
Гвидо Де Джорджо родился в семье нотариуса. Изучал философию в Неаполе. В возрасте 20 лет защитил диссертацию по восточной философии. Вскоре после этого он переехал в Тунис, где работал преподавателем в лицее. В это же время он знакомится с представителями исламского эзотеризма (в частности, с шейхом Мохаммедом Кейреддином), оказавшими на него большое влияние. В Тунисе родился его первый сын Хавиз.
Перед возвращением в Италию де Джорджо проводит некоторое время в Париже, где в одном из парижских музеев знакомится с Рене Геноном. Эта встреча переросла в долгую дружбу, Генон и де Джорджо вели постоянную переписку. В 1915 году Гвидо Де Джорджо возвращается в Италию и поселяется в Варацце (провинция Савона), где появляется на свет его дочь Ульмаир, позднее переезжает в Ормею, и, наконец, обосновывается в Мондови, по-прежнему продолжая свою преподавательскую деятельность. 
В 1927 году де Джорджо по приглашению Генона приезжал к нему в гости в Блуа. По некоторым сведениям он сотрудничал в издаваемом Геноном журнале «Покрывало Изиды» (итал. Le Voile d'Isis) под псевдонимом «Зеро». По словам Эволы он оказал значительное влияние на воззрения тогдашнего традиционалистского движения в Италии, хотя жил отшельником и предпочитал публицистической деятельности личное общение и эпистолярный жанр, страдая от почти физического отвращения к обывателям, возраставшего с каждым годом. Эволе с трудом и практически против желания де Джорджо удавалось публиковать в журнале «Башня» («La Torre») кое-что из им написанного. Публиковался также в «Философской диораме» (вкладке к еженедельнику «Фашистский режим») под псевдонимом Havismat. В начале 30-х годов де Джорджо вступает в новый брак с бывшей своей ученицей, защитившей диссертацию по Веданте. Она стала матерью двух других его детей — Марии (позднее постригшейся в монахини) и Ренато (род. 1945). Его старший сын Хавиз погиб в марте 1939 года в Эфиопии.
После Второй мировой войны пишет провокационный памфлет «Республика негодяев», направленный против нового демократического режима, установившегося после освобождения Италии.
В последующие годы работал над книгой «Римская традиция», посвященной метафизическому аспекту католицизма, поселившись в заброшенном доме священника в Девилья Монтальдо, тихом горном местечке недалеко от Пьемонта, где и прожил до самой своей кончины.
В отличие от Генона и Эволы, де Джорджо до конца жизни сохранил верность католичеству. Признавая превосходство единой Исконной Традиции над временными ее воплощениями, он искал ее живой дух не в экзотических странах и культах, но в родной римской традиции. По его мнению, именно этот дух позволил Риму стать сначала центром языческого поклонения древним богам, прежде всего, специфически римскому богу, Януса, а затем воспринять Христа, став провозвестником обновления мира под знаком «новой» религии.